# Andy Atmodimedjo
Andy Atmodimedjo (Paramaribo, 16 maart 1967) is een Surinaams voetballer en coach.
Hij bracht het grootste deel van zijn spelerscarrière door bij SV Robinhood en won vier titels in de Hoofdklasse. Na zijn spelerscarrière werd hij coach voor verschillende teams.

## Biografie

### Voetballer
Atmodimedjo begon zijn spelerscarrière in de jeugdopleiding van Fajalobi in Paramaribo, waar hij tot 1980 speelde. Dat jaar stapte hij over naar Tuna en daarna ging hij naar de Producers in Pontbuiten.
In 1985 maakte hij zijn debuut in de Hoofdklasse. Een seizoen later maakte hij zijn opwachting bij SV Robinhood. Hij hielp de club vier titels te winnen in negen seizoenen: in 1987, 1988, 1989 en 1993.
Atmodimedjo speelde in de jeugdopleiding van het Surinaams voetbalelftal voor het U-20-team dat de derde plaats behaalde op het jongerenkampioenschap van de Caraïbische Voetbalunie (CFU) van 1983. Hij heeft op verschillende jeugdniveaus, maar nooit voor het nationale seniorenteam gespeeld.

### Coach en bestuurder
Terwijl hij voor Robinhood voetbalde, werd hij coach bij de jeugdteams van Celtic en vanaf 1997 coachte hij vier seizoenen voor Puwa Nani.
In 2003 ging hij in de leer bij de Nederlandse club AFC Ajax en slaagde hij voor de internationale coachtraining van  de KNVB. Bij terugkeer werd hij coach voor SV Robinhood en Walking Boyz Company. Met de laatste club won hij de landstitel en de Suriname President's Cup in 2004. Datzelfde jaar werd hij interim-bondscoach van het Surinaams voetbalelftal.
In 2005 leidde hij de Super Red Eagles in de Hoofdklasse, terwijl hij een jaar later tegelijkertijd het nationale team U-20 leidde. In 2007 werd hij manager van FCS Nacional en het jaar daarop van SV Boskamp. Vervolgens keerde hij terug naar Walking Boyz Company. In 2011 werkte hij kortstondig voor Puwa Nani. Vijf jaar later kwam hij terug als coach voor Inter Moengotapoe.
Sinds 2023 is Atmodimedjo de manager van de National Soccer Academy (NSA) in Wanica.

### Overig
Atmodimedjo was onderdirecteur op het ministerie van Sport- en Jeugdzaken. Hier werd hij in 2019 uit zijn functie gezet, wat volgens de leider van Pertjajah Luhur (PL), Paul Somohardjo, om NDP-politieke redenen was gebeurd.
Tijdens de verkiezingen van 2020 was Atmodimedjo verkiesbaar voor PL op nummer 2 van de lijst van Paramaribo, maar verwierf geen zetel. Tijdens de verkiezingen van 2025 stond hij op nummer 4 van de lijst van de PL.